# Łeonid Tkaczenko
Łeonid Iwanowycz Tkaczenko, ukr. Леонід Іванович Ткаченко, ros. Леонид Иванович Ткаченко, Leonid Iwanowicz Tkaczienko (ur. 1 października 1953 w Starym Krymie na Krymie, zm. 4 stycznia 2024) – ukraiński piłkarz, grający na pozycji pomocnika, trener piłkarski. Posiadał również obywatelstwo rosyjskie.

## Kariera piłkarska

### Kariera klubowa
W 1971 rozpoczął karierę piłkarską w Bałtice Kaliningrad, skąd w następnym sezonie przeszedł do Maszinostroitiela Kaliningrad. W 1975 zaproszony do Awtomobilista Żytomierz. W 1978 został zawodnikiem Metalista Charków, w którym w 1984 zakończył karierę piłkarską.

## Kariera trenerska
Po zakończeniu kariery zawodniczej rozpoczął karierę trenerską na stanowisku asystenta trenera Metalista Charków. Potem pełnił w tym klubie funkcje kierownika drużyny, a następnie głównego trenera. W 1992 przez pewien czas prowadził razem z Mykołą Pawłowem reprezentację Ukrainy. Potem trenował Temp Szepetówka, a w 1995 wyjechał do Rosji, gdzie pracował z Bałtiką Kaliningrad, Sokołem Saratów, Anży Machaczkała i Dinamem Petersburg.

## Sukcesy i odznaczenia

### Sukcesy klubowe
- mistrz Pierwszej Ligi ZSRR: 1981

### Sukcesy trenerskie
- wicemistrz Pierwszej Ligi Ukrainy: 1993
- mistrz Pierwszej Ligi Rosji: 1995

### Odznaczenia
- tytuł Mistrza Sportu ZSRR: 1980
- tytuł Zasłużony Trener Ukraińskiej SRR: 1989